# Kommende Burlage
Die Kommende Burlage  war ein ostfriesisches Ordenshaus der Johanniter. Über ihre Geschichte ist wenig bekannt.  Archiv und Bibliothek gingen nach der Reformation verloren. Die Wüstung der Ordensniederlassung wurde bisher nicht archäologisch untersucht. Die Kommende lag etwa siebzehn Kilometer südsüdöstlich von Leer und gut elf Kilometer östlich von Papenburg auf einer Höhe von etwa zwei Meter über NN.
Mit den anderen Niederlassungen der Johanniter in Ostfriesland wird Burlage erstmals im Jahre 1319 als Buyrle erwähnt. Weitere Belege für eine Eigenständigkeit fehlen aber. Später wurde Burlage zu einem Vorwerk der Kommende Langholt. Nach der Reformation gab es zwischen dem ostfriesischen Grafenhaus und dem Johanniterorden wiederholt Streitereien um das rechtmäßige Eigentum an der ehemaligen Kommende. Im Vertrag von Leer von 1574 wurde endgültig festgelegt, dass die ehemaligen Johanniterkommenden Langholt (mit Burlage) und Hasselt im Eigentum des Ordens bleiben sollten und die zukünftigen Pächter Protestanten sein sollten. Der Johanniterorden, vertreten durch die Johanniterkomturei in Burgsteinfurt, vergab das Vorwerk mit dem alten Steinhaus an Erbpächter.  Erst 1807 wurden diese Güter auf Anordnung von Ludwig Napoleon, dem König von Holland, dem Ostfriesland zu dieser Zeit unterstand, eingezogen und wurden so zur Staatsdomäne.